# Marquette, Michigan
Marquette là một thành phố ở tiểu bang Michigan của Hoa Kỳ và là quận lỵ của quận Marquette. Dân số là 21.355 người trong cuộc điều tra dân số năm 2010, khiến nó trở thành thành phố lớn nhất của Bán đảo Upper. Marquette là một cảng lớn trên hồ Thượng, được biết đến chủ yếu để vận chuyển quặng sắt và là nhà của Đại học Bắc Michigan. Năm 2012, Marquette được CBS MoneyWatch liệt kê trong số 10 nơi tốt nhất để nghỉ hưu ở Hoa Kỳ.

## Lịch sử
Vùng đất xung quanh Marquette được các nhà truyền giáo Pháp biết đến vào đầu thế kỷ 17 và những người đánh bẫy biết đến đầu thế kỷ 19. Sự phát triển của khu vực không bắt đầu cho đến năm 1844, khi William Burt và Jacob Houghton (anh trai của nhà địa chất Doulass Houghton) phát hiện ra các mỏ sắt gần hồ Teal phía tây Marquette. Năm 1845, Công ty khai thác Jackson, công ty khai thác có tổ chức đầu tiên trong khu vực, được thành lập.
Ngôi làng Marquette bắt đầu vào ngày 14 tháng 9 năm 1849, với sự hình thành của một đơn vị có liên quan, Công ty Sắt Marquette. Ba người đàn ông tham gia tổ chức công ty: Robert J. Graveraet, người đã dự đoán khu vực này cho quặng; Edward Clark, đại lý cho Waterman A. Fisher of Worcester, Massachusetts, người đã tài trợ cho công ty và Amos Rogers Harlow. Ngôi làng ban đầu được gọi là New Worcester, với Harlow là người viết bưu điện đầu tiên. Vào ngày 21 tháng 8 năm 1850, tên được đổi thành để tôn vinh Jacques Marquette, nhà truyền giáo Dòng Tên người Pháp đã khám phá khu vực. Một bưu điện thứ hai, được đặt tên là Carp River, được khai trương vào ngày 13 tháng 10 năm 1851 bởi Peter White, người đã đến đó với Graveraet ở tuổi 18. Harlow đã đóng cửa bưu điện của mình vào tháng 8 năm 1852. Công ty Marrock Iron đã thất bại, trong khi đơn vị kế nhiệm của nó, Công ty khai thác sắt Cleveland, đã phát triển mạnh mẽ và ngôi làng đã được định vị vào năm 1854. Chiếc đĩa được Peter White ghi lại. Văn phòng của White được đổi tên thành Marquette vào tháng 4 năm 1856 và ngôi làng được thành lập vào năm 1859. Nó được thành lập như một thành phố vào năm 1871.
Trong những năm 1850, Marquette được kết nối bằng đường sắt với nhiều mỏ và trở thành trung tâm vận chuyển hàng đầu của Bán đảo Thượng. Bến tàu phục vụ vận chuyển quặng đầu tiên, được thiết kế bởi một lãnh đạo thị trấn đầu tiên, John Burt, được xây dựng bởi Công ty khai thác sắt Cleveland vào năm 1859. Đến năm 1862, thành phố có dân số hơn 1.600 người và nền kinh tế tăng vọt.
Vào cuối thế kỷ 19, trong thời kỳ khai thác sắt, Marquette trở nên nổi tiếng trên toàn quốc như một thiên đường mùa hè. Du khách mang theo tàu hơi nước Great Lakes chở đầy khách sạn và khu nghỉ dưỡng của thành phố.
Phía nam thành phố, căn cứ không quân K. I. Sawyer là một căn cứ không quân quan trọng trong Chiến tranh Lạnh, là nơi chứa máy bay ném bom B-52H và tàu chở dầu KC-135 của Bộ tư lệnh không quân chiến lược, cũng như một phi đội đánh chặn máy bay chiến đấu. Cơ sở đóng cửa vào tháng 9 năm 1995 và hiện là Sân bay Quốc tế Sawyer của quận.
Marquette tiếp tục là một cảng vận chuyển quặng hematit và, ngày nay, các viên quặng sắt được làm giàu, từ các mỏ gần đó và các nhà máy sản xuất viên. Khoảng 7,9 triệu tấn quặng sắt dạng viên được chuyển qua Cảng Marque's Presque Isle năm 2005.